# Kalanchoe densiflora
Kalanchoe densiflora ist eine Pflanzenart der Gattung Kalanchoe in der Familie der Dickblattgewächse (Crassulaceae).

## Beschreibung

### Vegetative Merkmale
Kalanchoe densiflora ist eine ausdauernde Pflanze, die Wuchshöhen von 0,3 bis 3 Meter erreicht. Ihre robusten, kahlen Triebe sind aufrecht. Die hellgrünen, kahlen Laubblätter sind gestielt. Der abgeflachte und auf der Oberseite gefurchte Blattstiel ist bis zu 3 Zentimeter lang. Ihre längliche, eiförmige oder fast kreisrunde Blattspreite ist bis zu 18 Zentimeter lang und 10 Zentimeter breit. Ihre Spitze ist stumpf, die Basis keilförmig. Der Blattrand ist gekerbt.

### Generative Merkmale
Der Blütenstand besteht aus dichtblütigen, rispigen Zymen und ist 30 bis 70 Zentimeter lang. Die aufrechten Blüten stehen an kahlen oder selten langhaarigen, 1 bis 4 Millimeter langen Blütenstielen, die unter den Blüten deutlich verdickt sind. Die Kelchröhre ist 0,1 bis 0,3 Millimeter lang. Die dreieckig-pfriemlichen, lang verschmälerten, kahlen oder selten langhaarigen Kelchzipfel weisen eine Länge von 2 bis 8 Millimeter auf und sind 1 bis 1,5 Millimeter breit. Die blass bis grünlich gelbe Kronröhre ist 8 bis 1 Millimeter lang. Ihre länglich lanzettlichen bis breit verkehrt eiförmigen, gestutzten oder stumpf gerundeten Kronzipfel tragen ein aufgesetztes Spitzchen und weisen eine Länge von 2 bis 5 Millimeter auf und sind 1,5 bis 4 Millimeter breit. Sie sind gelb bis dunkelorangefarben, rötlich orangefarben oder rot. Die Staubblätter ragen nicht aus der Blüte heraus. Die breit länglichen Staubbeutel sind 0,7 bis 0,9 Millimeter lang. Die linealisch-pfriemlichen Nektarschüppchen weisen eine Länge von 1 bis 3,5 Millimeter auf. Das linealisch-lanzettliche Fruchtblatt weist eine Länge von 5 bis 9 Millimeter auf. Der Griffel ist 1 bis 3,5 Millimeter lang.
Die Chromosomenzahl beträgt für Kalanchoe densiflora var. minor 2n = 34.

## Systematik und Verbreitung
Kalanchoe densiflora ist in Zentral- und Ostafrika verbreitet.    
Die Erstbeschreibung durch Robert Allen Rolfe wurde 1919 veröffentlicht. Es werden folgende Varietäten unterschieden:
- Kalanchoe densiflora var. densiflora
- Kalanchoe densiflora var. minor Raadts

## Nachweise